# Französische Rugby-Union-Meisterschaft 1931/32
Die Saison 1931/32 war die 36. Austragung der französischen Rugby-Union-Meisterschaft (französisch Championnat de France de rugby à XV). Sie umfasste 40 Mannschaften in der ersten Division (heutige Top 14).
In den Saisons 1930/31 und 1931/32 gab es eine weitere Meisterschaft des dissidenten Verbandes Union française de rugby amateur (UFRA). Er hatte sich von der Fédération française de rugby abgespalten, um gegen den Scheinamateurismus zu protestieren, der den französischen Rugbysport erfasst und zum Ausschluss aus den Five Nations geführt hatte. Die UFRA-Vereine kehrten auf die Saison 1932/33 hin wieder zur offiziellen Meisterschaft zurück.
Diese begann mit der ersten Gruppenphase, bei der in acht Gruppen je fünf Mannschaften aufeinander trafen. Dabei zogen jeweils die Erst- bis Drittplatzierte in die zweite Gruppenphase ein und spielten anschließend in acht Dreiergruppen um die Teilnahme an der Finalphase. Die Fünftplatzierten bestritten ein Play-out um zwei Abstiegsplätze. Auf die zweite Gruppenphase folgte die Finalphase, bestehend aus Viertelfinale, Halbfinale und Finale. Im Endspiel, das am 5. Mai 1932 im Parc Lescure in Bordeaux stattfand, trafen die beiden Halbfinalsieger aufeinander und spielten um den Bouclier de Brennus. Dabei setzte sich Lyon Olympique Universitaire gegen den RC Narbonne durch und errang zum ersten Mal den Meistertitel.

## Erste Gruppenphase
|    | Team             | Siege | Unent. | Ndlg. | Spiel- punkte | Diff. | Tabellen- punkte |
| -- | ---------------- | ----- | ------ | ----- | ------------- | ----- | ---------------- |
| 1. | Stade Toulousain | 4     | 0      | 0     | 70:19         | + 51  | 12               |
| 2. | SU Agen          | 3     | 0      | 1     | 73:19         | + 54  | 10               |
| 3. | UA Gujan-Mestras | 2     | 0      | 2     | 35:39         | − 4   | 8                |
| 4. | US Montauban     | 1     | 0      | 3     | 14:53         | − 39  | 6                |
| 5. | Peyrehorade SR   | 0     | 0      | 4     | 13:75         | − 62  | 4                |

|    | Team         | Siege | Unent. | Ndlg. | Spiel- punkte | Diff. | Tabellen- punkte |
| -- | ------------ | ----- | ------ | ----- | ------------- | ----- | ---------------- |
| 1. | Lyon OU      | 3     | 0      | 1     | 35:7          | + 28  | 10               |
| 2. | CA Périgueux | 2     | 1      | 1     | 23:12         | + 11  | 9                |
| 3. | US Cognac    | 2     | 1      | 1     | 9:20          | − 11  | 9                |
| 4. | AS Soustons  | 2     | 0      | 2     | 9:17          | − 8   | 8                |
| 5. | SC Toulouse  | 0     | 0      | 4     | 7:27          | − 20  | 4                |

|    | Team                  | Siege | Unent. | Ndlg. | Spiel- punkte | Diff. | Tabellen- punkte |
| -- | --------------------- | ----- | ------ | ----- | ------------- | ----- | ---------------- |
| 1. | CA Villeneuve-sur-Lot | 3     | 0      | 1     | 61:24         | + 37  | 10               |
| 2. | SA Bordeaux           | 3     | 0      | 1     | 23:18         | + 5   | 10               |
| 3. | Stade Pézenas         | 2     | 1      | 1     | 48:22         | + 26  | 9                |
| 4. | AS Roanne             | 1     | 1      | 2     | 9:12          | − 3   | 7                |
| 5. | US Coarraze-Nay       | 0     | 0      | 4     | 9:74          | − 65  | 4                |

|    | Team            | Siege | Unent. | Ndlg. | Spiel- punkte | Diff. | Tabellen- punkte |
| -- | --------------- | ----- | ------ | ----- | ------------- | ----- | ---------------- |
| 1. | RC Narbonne     | 4     | 0      | 0     | 28:7          | + 21  | 12               |
| 2. | FC Saint-Claude | 3     | 0      | 1     | 51:11         | + 40  | 10               |
| 3. | CA Brive        | 1     | 1      | 2     | 15:27         | − 12  | 7                |
| 4. | US Tyrosse      | 1     | 1      | 2     | 10:33         | − 23  | 7                |
| 5. | TOEC            | 0     | 0      | 4     | 8:34          | − 26  | 4                |

|    | Team               | Siege | Unent. | Ndlg. | Spiel- punkte | Diff. | Tabellen- punkte |
| -- | ------------------ | ----- | ------ | ----- | ------------- | ----- | ---------------- |
| 1. | CA Bègles          | 4     | 0      | 0     | 23:10         | + 13  | 12               |
| 2. | CASG Paris         | 2     | 1      | 1     | 21:13         | + 8   | 9                |
| 3. | AS Bort-les-Orgues | 1     | 1      | 2     | 28:13         | + 15  | 7                |
| 4. | SC Albi            | 1     | 0      | 3     | 19:42         | − 23  | 6                |
| 5. | AS Bayonne         | 0     | 2      | 2     | 9:22          | − 13  | 6                |

|    | Team                  | Siege | Unent. | Ndlg. | Spiel- punkte | Diff. | Tabellen- punkte |
| -- | --------------------- | ----- | ------ | ----- | ------------- | ----- | ---------------- |
| 1. | AS Montferrand        | 3     | 0      | 1     | 38:10         | + 28  | 10               |
| 2. | CS Vienne             | 3     | 0      | 1     | 35:26         | + 9   | 10               |
| 3. | Racing Club de France | 2     | 0      | 2     | 19:21         | − 2   | 8                |
| 4. | US Romans             | 2     | 0      | 2     | 14:15         | − 1   | 8                |
| 5. | SLUC Nancy            | 4     | 0      | 4     | 4:38          | − 34  | 4                |

|    | Team                | Siege | Unent. | Ndlg. | Spiel- punkte | Diff. | Tabellen- punkte |
| -- | ------------------- | ----- | ------ | ----- | ------------- | ----- | ---------------- |
| 1. | Boucau Stade        | 4     | 0      | 0     | 40:15         | + 25  | 12               |
| 2. | US Quillan          | 2     | 0      | 2     | 22:15         | + 7   | 8                |
| 3. | FC Auch             | 2     | 0      | 2     | 20:32         | − 12  | 8                |
| 4. | Arléquins Perpignan | 1     | 0      | 3     | 12:22         | − 10  | 6                |
| 5. | Stade Hendayais     | 1     | 0      | 3     | 13:23         | − 10  | 6                |

|    | Team        | Siege | Unent. | Ndlg. | Spiel- punkte | Diff. | Tabellen- punkte |
| -- | ----------- | ----- | ------ | ----- | ------------- | ----- | ---------------- |
| 1. | AS Béziers  | 3     | 0      | 1     | 27:16         | + 11  | 10               |
| 2. | FC Lourdes  | 3     | 0      | 1     | 20:23         | − 3   | 10               |
| 3. | US La Teste | 2     | 0      | 2     | 17:13         | + 4   | 8                |
| 4. | FC Oloron   | 1     | 0      | 3     | 15:36         | − 21  | 6                |
| 5. | US Thuir    | 1     | 0      | 3     | 26:17         | + 9   | 6                |

## Zweite Gruppenphase
|    | Team       | Siege | Unent. | Ndlg. | Spiel- punkte | Diff. | Tabellen- punkte |
| -- | ---------- | ----- | ------ | ----- | ------------- | ----- | ---------------- |
| 1. | RC Toulon  | 2     | 0      | 0     | 33:9          | + 34  | 6                |
| 2. | CASG Paris | 1     | 0      | 1     | 12:17         | − 5   | 4                |
| 3. | US Cognac  | 0     | 0      | 2     | 3:22          | − 19  | 2                |

|    | Team         | Siege | Unent. | Ndlg. | Spiel- punkte | Diff. | Tabellen- punkte |
| -- | ------------ | ----- | ------ | ----- | ------------- | ----- | ---------------- |
| 1. | RC Narbonne  | 1     | 0      | 1     | 12:10         | + 2   | 4                |
| 2. | CA Périgueux | 1     | 0      | 1     | 8:8           | ± 0   | 4                |
| 3. | US La Teste  | 1     | 0      | 1     | 10:12         | − 2   | 4                |

|    | Team             | Siege | Unent. | Ndlg. | Spiel- punkte | Diff. | Tabellen- punkte |
| -- | ---------------- | ----- | ------ | ----- | ------------- | ----- | ---------------- |
| 1. | Stade Pézenas    | 1     | 1      | 0     | 11:3          | + 8   | 5                |
| 2. | Boucau Stade     | 1     | 0      | 1     | 13:14         | − 1   | 4                |
| 3. | UA Gujan-Mestras | 0     | 1      | 1     | 3:10          | − 7   | 3                |

|    | Team       | Siege | Unent. | Ndlg. | Spiel- punkte | Diff. | Tabellen- punkte |
| -- | ---------- | ----- | ------ | ----- | ------------- | ----- | ---------------- |
| 1. | CA Bègles  | 2     | 0      | 0     | 30:11         | + 19  | 6                |
| 2. | US Quillan | 1     | 0      | 1     | 11:10         | + 1   | 4                |
| 3. | FC Lourdes | 0     | 0      | 2     | 8:28          | − 20  | 2                |

|    | Team                  | Siege | Unent. | Ndlg. | Spiel- punkte | Diff. | Tabellen- punkte |
| -- | --------------------- | ----- | ------ | ----- | ------------- | ----- | ---------------- |
| 1. | SA Bordeaux           | 2     | 0      | 1     | 13:5          | + 8   | 6                |
| 2. | SU Agen               | 1     | 0      | 1     | 11:5          | + 6   | 4                |
| 3. | Racing Club de France | 0     | 0      | 2     | 5:19          | − 14  | 2                |

|    | Team                  | Siege | Unent. | Ndlg. | Spiel- punkte | Diff. | Tabellen- punkte |
| -- | --------------------- | ----- | ------ | ----- | ------------- | ----- | ---------------- |
| 1. | CA Villeneuve-sur-Lot | 2     | 0      | 0     | 28:7          | + 21  | 6                |
| 2. | CS Vienne             | 1     | 0      | 1     | 15:10         | + 5   | 4                |
| 3. | FC Auch               | 0     | 0      | 2     | 0:26          | − 26  | 2                |

|    | Team               | Siege | Unent. | Ndlg. | Spiel- punkte | Diff. | Tabellen- punkte |
| -- | ------------------ | ----- | ------ | ----- | ------------- | ----- | ---------------- |
| 1. | AS Montferrand     | 2     | 0      | 0     | 23:5          | + 18  | 6                |
| 2. | FC Saint-Claude    | 1     | 0      | 1     | 16:12         | + 4   | 4                |
| 3. | AS Bort-les-Orgues | 0     | 0      | 2     | 0:22          | − 22  | 2                |

|    | Team       | Siege | Unent. | Ndlg. | Spiel- punkte | Diff. | Tabellen- punkte |
| -- | ---------- | ----- | ------ | ----- | ------------- | ----- | ---------------- |
| 1. | Lyon OU    | 1     | 0      | 1     | 16:13         | + 3   | 4                |
| 2. | AS Béziers | 1     | 0      | 1     | 27:16         | + 11  | 4                |
| 3. | CA Brive   | 1     | 0      | 1     | 8:22          | − 14  | 4                |

## Play-out um den Abstieg
Detailergebnisse nicht bekannt.

## Finalphase

### Viertelfinale
| Datum         | Begegnung                              | Ergebnis |
| ------------- | -------------------------------------- | -------- |
| 10. Apr. 1932 | Lyon OU – SA Bordeaux                  | 28:0     |
| 10. Apr. 1932 | Stade Pézenas – CA Bègles              | 17:11    |
| 10. Apr. 1932 | RC Narbonne – RC Toulon                | 14:03    |
| 10. Apr. 1932 | AS Montferrand – CA Villeneuve-sur-Lot | 08:03    |

### Halbfinale
| Datum         | Begegnung                    | Ergebnis |
| ------------- | ---------------------------- | -------- |
| 24. Apr. 1932 | Lyon OU – Stade Pézenas      | 6:0      |
| 24. Apr. 1932 | RC Narbonne – AS Montferrand | 5:0      |

### Finale
| 5. Mai 1932 | Lyon Olympique Universitaire | 9 : 3 | RC Narbonne | Parc Lescure, Bordeaux Zuschauer: 13.000 Schiedsrichter: Jacques Müntz |
| 5. Mai 1932 | Bericht                      |       |             | Parc Lescure, Bordeaux Zuschauer: 13.000 Schiedsrichter: Jacques Müntz |

Aufstellungen
Lyon Olympique Universitaire: Georges Battle, Jean Brial, Fernand Cartier, Roger Claudel, Lucien Deschamps, Hyacinthe Dugouchet, Paul Durand, Vincent Graule, Joseph Griffard, Albert Janoglio, Henri Marty, Fleury Panel, Jean Rat, Noël Salset, Louis Vallin
RC Narbonne: René Araou, Paul Bergé, Roger Bricchi, Albert Cauneilles, Joseph Choy, Ernest Frayssinet, Alphonse Jalabert, Honoré Laffont, François Lombard, Jean Pagès, André Pignol, Joseph Nunez, Marius Roumagnac, Tisiner, Francis Vals

## Meisterschaft der UFRA
Die in der dissidenten UFRA organisierten Vereine führten ihre eigene Meisterschaft durch. Zu den zwölf Teams der Vorsaison stießen zwei weitere hinzu, Stadoceste Tarbais und die nur ein Jahr lang existierende US Narbonne. Den Titel errang Stade Toulousain. Auf die nächste Saison hin kehrten zwölf Vereine zur ersten Division der offiziellen Meisterschaft zurück. Die US Narbonne verschwand wieder und Stade Nantais zog es vor, in der zweiten Division zu spielen.
Schlusstabelle:
|     | Team               |
| --- | ------------------ |
| 01. | Stade Toulousain   |
| 02. | Section Paloise    |
| 03. | Biarritz Olympique |
| 04. | Stade Français     |
| 05. | US Perpignan       |
| 06. | US Narbonne        |
| 07. | US Carcassonne     |
| 08. | Stadoceste Tarbais |
| 09. | FC Grenoble        |
| 10. | Aviron Bayonnais   |
| 11. | Stade Bordelais    |
| 12. | USA Limoges        |
| 13. | FC Lyon            |
| 14. | Stade Nantais      |